# دنسبورن
دنسبورن (به آلمانی: Densborn) یک شهر در آلمان است که در فولکانایفل واقع شده‌است. دنسبورن ۶۰۲ نفر جمعیت دارد.